# Terremoto di Managua del 1972
Il terremoto di Managua avvenne alle 12:29 del mattino ora locale (06:29 UTC) del 23 dicembre 1972 nei pressi della città di Managua, capitale del Nicaragua.
Il terremoto ebbe una magnitudine di 6.2, ad essa seguirono numerose scosse secondarie, tra cui le due scosse più forti furono di magnitudine 5 e 5.2.
Il terremoto portò morte e distruzione in tutta la città, causando 5'000 morti, 20'000 feriti e 250'000 senza tetto, oltre a lasciare la popolazione in una condizione disastrosa, tanto che una settimana dopo il terremoto solo il 10% della popolazione aveva accesso all'acqua potabile.

## La situazione geologica e lo sfondo dell'evento
Managua è la capitale del Nicaragua, nazione dell'America centrale. La città è situata a sud del Lago Managua, anche noto come lago Xolotlán, ed è vicina alla costa occidentale dell'America, quindi si trova nella zona conosciuta come catena vulcanica dell'America Centrale. L'elevata attività di questa zona è dovuta allo scontro tra la placca di Cocos e la placca caraibica, infatti la prima si muove verso nord-est, mentre la seconda verso nord ovest, così la prima sprofonda sotto la seconda, causando fenomeni sismici e vulcanici. Tuttavia questo terremoto sembra essere causato, più che dal movimento delle placche, da un aggiustamento della pressione geologica nell'angolo sud ovest della placca caraibica.

## Gli effetti sull'abitato
La distruzione fu molto diffusa, sia negli edifici commerciali, che negli edifici adibiti ad abitazioni private. In particolare c'è da notare che oltre al terribile terremoto a favorire l'aumento dei danni contribuirono anche i metodi di costruzione usati in particolare il metodo di costruzione taquezal, ossia un rivestimento di legno riempito di pietre, chiuso in alto da un rivestimento di piastrelle d'argilla non assicurate, questo rese le case costruite con questo metodo delle vere e proprie trappole letali per gli occupanti. Vennero coinvolte 53'000 case. I danni vennero sofferti anche da piccole fabbriche ed altri edifici, anche se nella zona degli affari molti edifici ressero, riportando numerosi danni.

## Gli aiuti
Due terzi della popolazione di Managua (che contava circa un milione di abitanti) soffrirono la fame e le cattive condizioni sanitarie, inoltre i venti della stagione secca, associati alla completa distruzione degli equipaggiamenti dei pompieri, provocarono lo sviluppo di vasti incendi tra le rovine della città. Le condizioni sanitarie furono rese ancor più precarie dall'inagibilità di tutti e quattro gli ospedali principali, che avrebbero potuto accogliere 1650 letti.
A fronte di questa catastrofica situazione il governo del Nicaragua chiese aiuto, e 27 nazioni risposero alla sua richiesta, portando milioni di dollari di aiuti.
Ma questi aiuti vennero distribuiti in maniera non uniforme, a seguito queste accuse, il giocatore Portoricano Roberto Clemente decise di accompagnare egli stesso il quarto volo di un ponte aereo da lui organizzato per portare aiuto alla popolazione. In quest'occasione morì a seguito dell'incidente in cui venne coinvolto il suo aereo (un DC-7), era il 31 dicembre 1972.
A questa situazione si aggiunse il problema dell'inutilità di alcuni aiuti, ad esempio vennero inviati vestiti invernali (si noti che la città è in un clima tropicale).
Da ultimo si scoprì che effettivamente alcuni dei soccorsi inviati vennero accantonati dal governo per arricchirsi, questo causerà un diffuso malcontento, che porterà alla Rivoluzione del Nicaragua che rovescerà il governo nel 1979.

## Effetti sul lungo termine
Gli effetti sul lungo termine furono disastrosi per la città, in particolare perché alla distruzione del terremoto seguirono la rivoluzione ed 11 anni di guerra civile, lasciando la città in rovina per 20 anni, fino a quando, nel 1990, vennero intrapresi i lavori di ricostruzione.
Intanto, però, la popolazione evacuata si era disposta attorno alle zone fornite d'acqua e a quelle che avevano retto al meglio, rendendola così priva di uno stile unico.